# Crème de violette

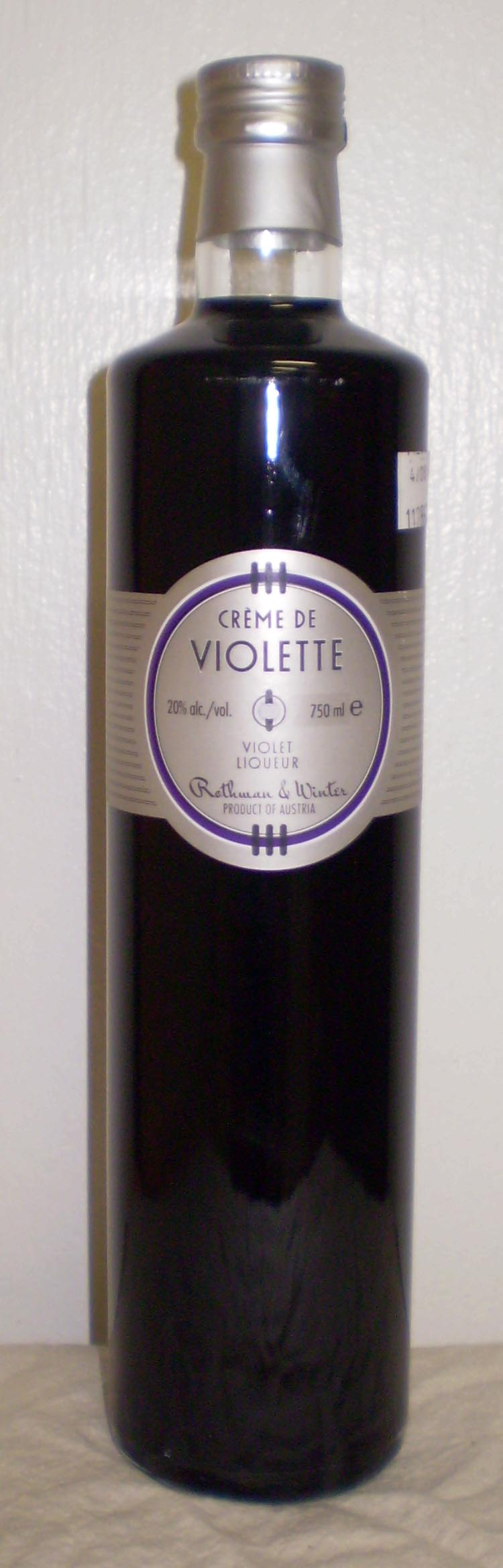
Bouteille de crème de violette.

La crème de violette, liqueur de violette ou simplement violette, est une liqueur bleu-violet ou rouge-violet à l'arôme de violette. Le terme « crème » indique que les liqueurs de ce type ont une forte teneur en sucre ; pour les produits commercialisés dans l'Union européenne, un minimum de 250 g par litre, ainsi qu'une teneur générale en alcool d'au moins 15 %, sont requis.

## Histoire
La crème de violette est considérée comme l'ancêtre des liqueurs Parfait Amour et de sa variante américaine Crème Yvette, qui ont toutes deux une teinte violette mais dont le goût diffère de celui de la crème de violette. Bien qu'ils aient souvent une couleur violette, l'arôme délicat et floral de la violette est relégué au second plan par rapport aux saveurs d'agrumes, de vanille et d'épices, selon le fabricant, ce qui limite leur utilité en tant que substituts.
Les liqueurs de violette sont fabriquées depuis le XIXe siècle et ont atteint le sommet de leur popularité dans les années 1890. À l'époque, ils étaient dégustés purs, avec du vermouth sec, ou dans des cafés serrés. Il existait une grande variété de recettes, et les produits individuels pouvaient présenter des différences de goût, parfois importantes. Au XXe siècle, cependant, le genre de la liqueur est visiblement tombé dans l'oubli. Presque tous les fabricants ont cessé de produire de la crème de violette, et l'ingrédient n'apparaît pratiquement plus dans les recettes de cocktails depuis les années 1930. Par exemple, la rareté de la crème de violette a fait l'objet d'un épisode de la série télévisée Chapeau melon et bottes de cuir en 1965. Cela a changé au tournant du millénaire, lorsque les boissons historiques sont redevenues populaires aux États-Unis et en Europe.
Depuis 2007, la liqueur a été réimportée aux États-Unis et est proposée par divers fabricants de liqueurs réputés. Parmi les marques bien connues, figurent la liqueur de violette Benoit Serres (25 % en volume), qui serait fabriquée en France à partir d'une recette des années 1950, avec une base alcoolique d'Armagnac et d'alcool rectifié, la liqueur de violette Edmond Briottet (18 % en volume) de Dijon, la crème de violette Giffard (16 % en volume), la liqueur de violette Miclo (20 % en volume), la crème de violette Monin (16 % en volume), la crème de violette Rothman und Winter (20 % en volume), fabriquée en Autriche à partir de fleurs de violette alpine, la crème de violette Golden Moon (30 % en volume, depuis 2008), Tempus Fugit Liqueur de Violettes (22 % en volume) et The Bitter Truth Violet Liqueur (22 % en volume), également fabriquées en Autriche. Les liqueurs à la violette disponibles aujourd'hui sont composées d'eau, de sucre, de brandy ou d'alcool rectifié comme base alcoolique, de substances aromatiques naturelles ou identiques ainsi que de colorants (par exemple E124, E133). L'arôme de violette est généralement obtenu en faisant macérer les fleurs de violette dans de l'alcool.
Les cocktails les plus connus à base de crème de violette sont l'Aviation et la Lune Bleue ainsi que le Violet Fizz.

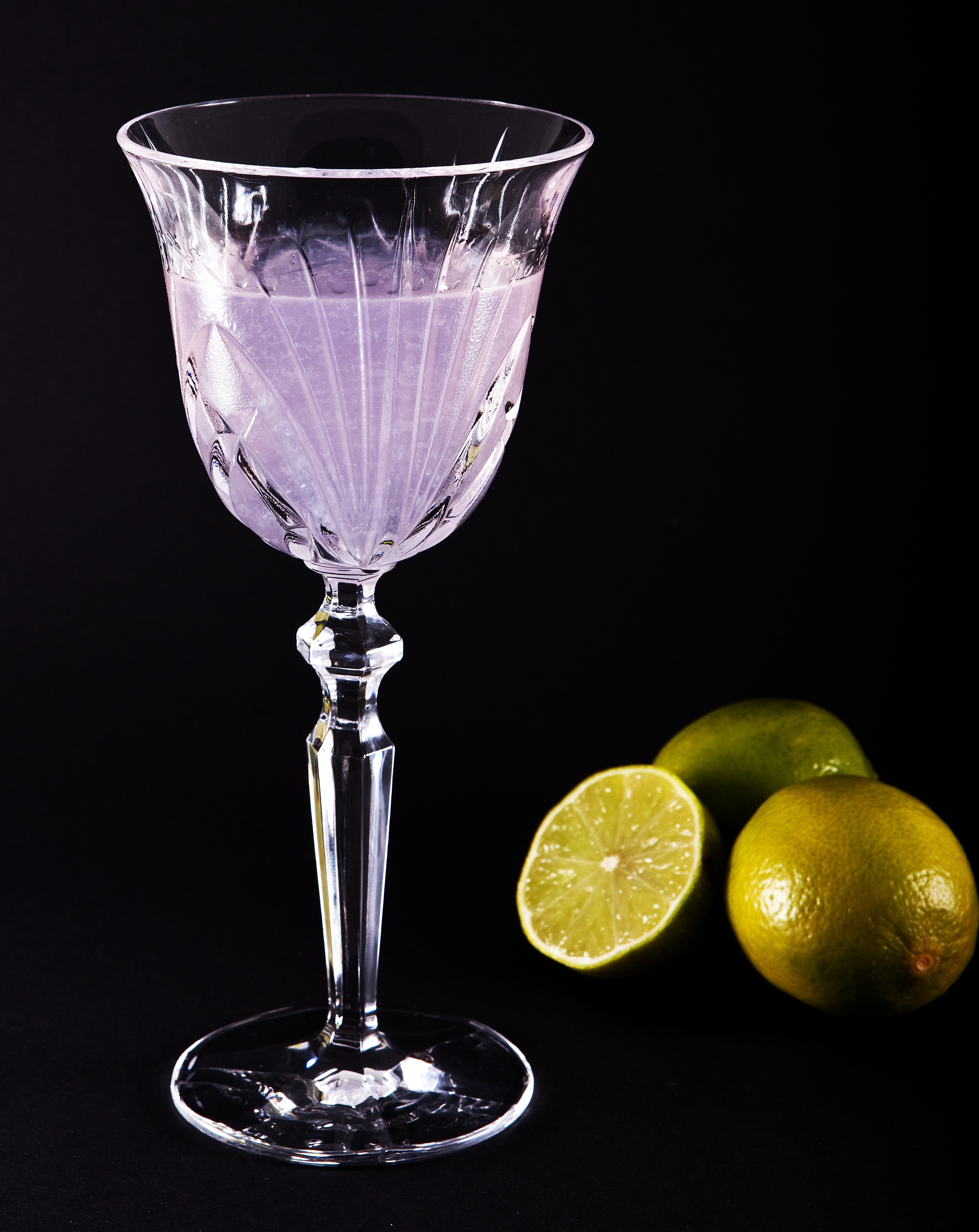
Aviation.
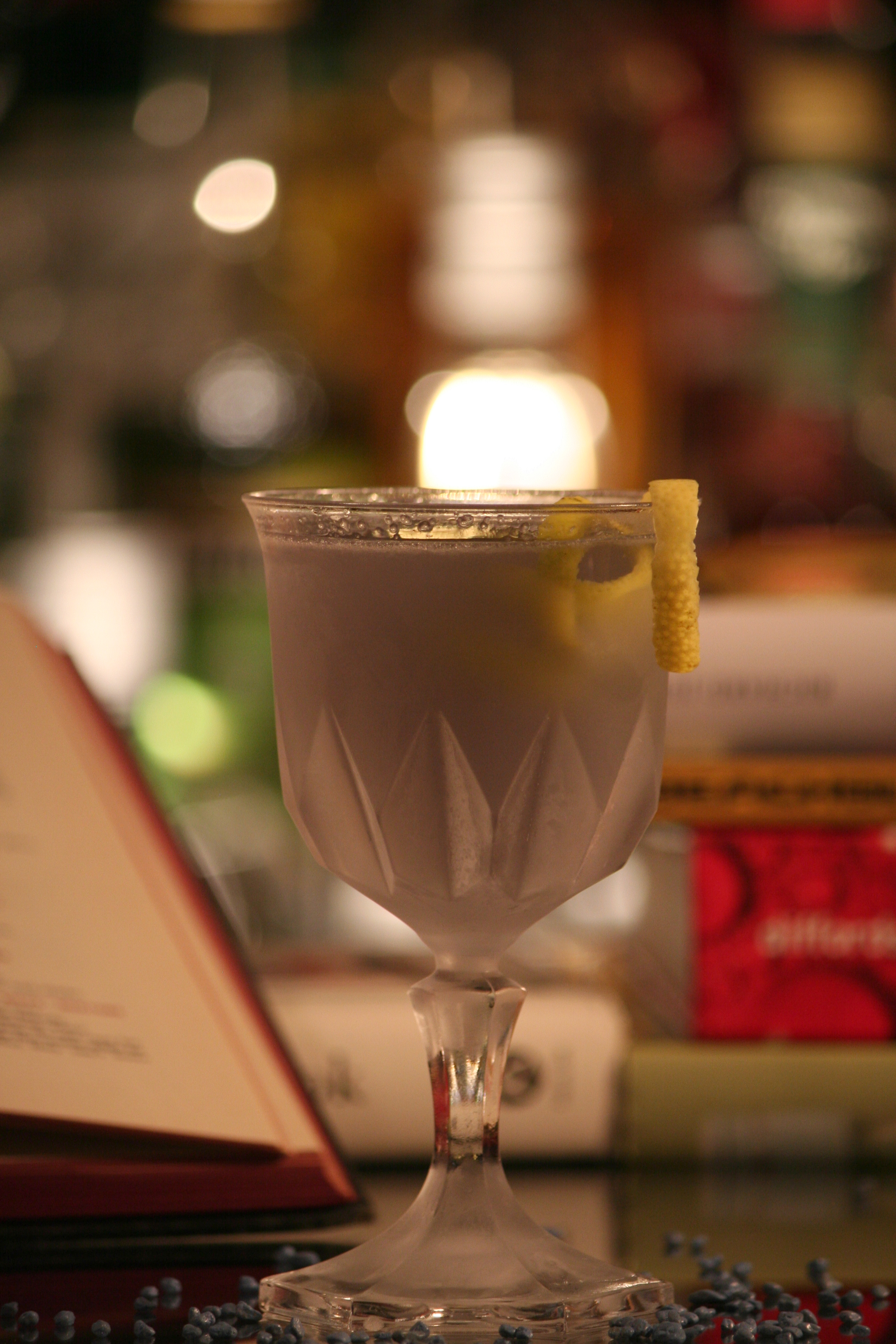
Blue Moon.
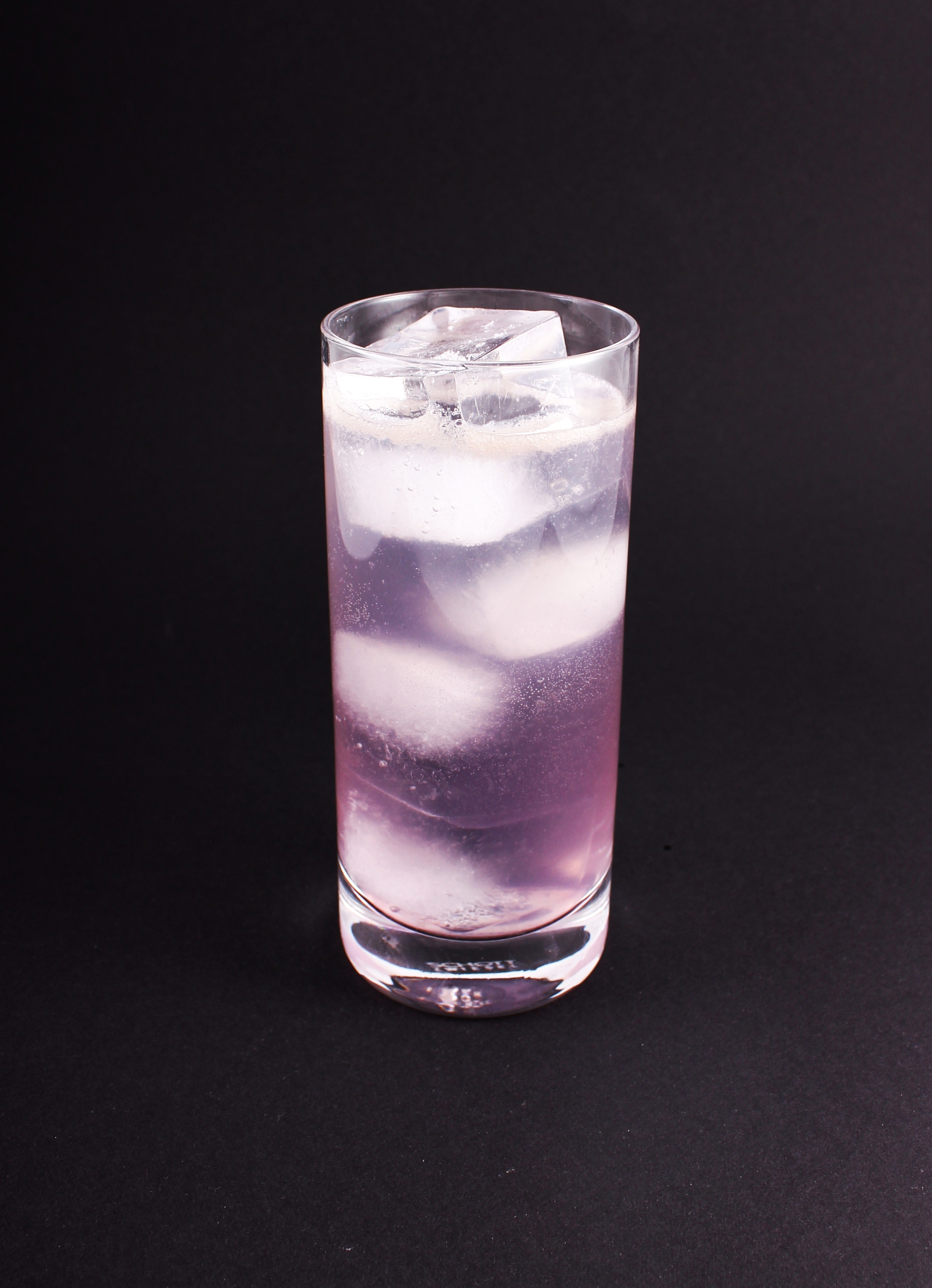
Violet Fizz.